# Salka tricera
Salka tricera är en insektsart som beskrevs av Irena Dworakowska 1980. Salka tricera ingår i släktet Salka och familjen dvärgstritar. Inga underarter finns listade i Catalogue of Life.